# Medal of Honor (herní série)
Medal of Honor (MoH, česky Medaile cti) je název série FPS her. Většina z nich se odehrává za druhé světové války, dva díly (Medal of Honor a Medal of Honor: Warfighter) se zabývají válkou v Afghánistánu.
První hra byla vytvořena studiem DreamWorks Interactive a společnost Electronic Arts ji roku 1999 vydala pro konzoli PlayStation.
Rok poté EA DreamWorks Interactive koupila a udělala z něj EA Los Angeles. Na sérii Medal of Honor, která se postupně rozšířila i na osobní počítače a další konzole, pak v rámci EA LA pracovalo studio Danger Close Games. Na vývoji her se podílel i známý režisér Steven Spielberg.

## Příběh
Většina her série nabízí možnost stát se spojeneckým vojákem za druhé světové války, kromě posledního dílu, který umožňuje zúčastnit se nedávného konfliktu v Afghánistánu. Hráč bojuje hlavně za USA, ale párkrát si zahraje i za francouzské hnutí odporu. V jednotlivých dílech se hlavní postava mění. Hry jsou charakteristické lineárním příběhem s místy až filmovou atmosférou, který hráče provází známými událostmi druhé světové války. Série se inspirovala filmy Zachraňte vojína Ryana, Tenká červená linie a Nepřítel před branami či televizní minisérií Bratrstvo neohrožených.

## Seznam her
| Rok  | Název                            | Platformy                                    |
| ---- | -------------------------------- | -------------------------------------------- |
| 1999 | Medal of Honor                   | PlayStation                                  |
| 2000 | Medal of Honor: Underground      | PlayStation, GameBoy Advance                 |
| 2002 | Medal of Honor: Allied Assault   | Microsoft Windows, Mac OS X, Linux           |
| 2002 | Medal of Honor: Frontline        | PlayStation 2, Xbox, GameCube, PlayStation 3 |
| 2002 | Medal of Honor: Spearhead *      | Microsoft Windows                            |
| 2002 | Medal of Honor: Breakthrough *   | Microsoft Windows                            |
| 2003 | Medal of Honor: Rising Sun       | PlayStation 2, Xbox, NGC                     |
| 2003 | Medal of Honor: Infiltrator      | GameBoy Advance                              |
| 2004 | Medal of Honor: Pacific Assault  | Microsoft Windows                            |
| 2005 | Medal of Honor: European Assault | PlayStation 2, Xbox, NGC                     |
| 2006 | Medal of Honor: Heroes           | PlayStation Portable                         |
| 2007 | Medal of Honor: Vanguard         | PlayStation 2, Wii                           |
| 2007 | Medal of Honor: Airborne         | Microsoft Windows, PlayStation 3, Xbox 360   |
| 2007 | Medal of Honor: Heroes 2         | PlayStation Portable, Wii                    |
| 2010 | Medal of Honor                   | Microsoft Windows, PlayStation 3, Xbox 360   |
| 2012 | Medal of Honor: Warfighter       | Microsoft Windows, Xbox 360, PlayStation 3   |
| 2020 | Medal of Honor: Above and Beyond | Microsoft Windows                            |

* Rozšíření